# Orphnus bicolor
Orphnus bicolor är en skalbaggsart som beskrevs av Fabricius 1801. Orphnus bicolor ingår i släktet Orphnus och familjen Orphnidae. Inga underarter finns listade i Catalogue of Life.